# Número de Skewes
En teoría de números, el número de Skewes es cualquiera  de varios números ex extremadamente grandes utilizados por el matemático sudafricano Stanley Skewes como cota superior para el número natural más pequeño x para el cual
{\displaystyle \pi (x)>\operatorname {li} (x),}
donde π es la función contador de números primos y li es la función integral logarítmica. Estas cotas desde entonces han sido mejoradas por otras. Hay un cruce cercano a {\displaystyle e^{727.95133}}, aunque se desconoce si es el más pequeño.

## Historia
John Edensor Littlewood, profesor de Skewes, había demostrado en 1914 que existen tales números (y por lo tanto, uno más pequeño entre ellos) y encontró que la diferencia π ( x ) - li ( x ) cambia de signos un número infinito de veces. Si tal número existe no estaba del todo claro en ese momento, ya que todos los résultats numériques disponibles parecían sugerir que π ( x ) es siempre menor que li ( x ). La prueba de Littlewood, sin embargo, no muestra ese número  x : no es effective. De hecho, se basa en una alternativa: o el hipótesis de Riemann es falso, o la hipótesis de Riemann es verdadera y la prueba es entonces más difícil. (Por lo tanto, se basó en el principio del tercero excluido).
Skewes demostró en 1933 que, asumiendo la hipótesis de Riemann como verdadera, existe tal número x, menor que {\displaystyle {\rm {e}}^{{\rm {e}}^{{\rm {e}}^{79}}}.}
Este límite superior es a veces llamado primer número de Skewes y es aproximadamente igual a {\displaystyle 10^{10^{10^{34}}}.}
En 1955, sin utilizar la hipótesis de Riemann, logró demostrar que existe tal x menor que {\displaystyle 10^{10^{10^{963}}}.}
Este número a veces se denomina "segundo número de Skewes".
Estos (enormes) límites superiores se han reducido considerablemente desde entonces: sin la hipótesis de Riemann, Herman te Riele dio en 1987 el límite superior
{\displaystyle 7\times 10^{370}\ }
y una mejor estimación, 1.39822 × 10316, fue descubierta en 2000 por Carter Bays y Richard H. Hudson.